# نیروگاه بادی جمینای
نیروگاه بادی جمینای (انگلیسی: Gemini Wind Farm) یک نیروگاه بادی دریایی با ظرفیت تولید برق ۶۰۰ مگاوات است که دور از سواحل هلند قرار دارد. ساخت این نیروگاه در سال ۲۰۱۵ شروع گردید و در سال ۲۰۱۷ به‌طور کامل آماده بهره‌برداری گردید. بعد از اینکه این نیروگاه تکمیل شد، در آن موقع بعد از نیروگاه بادی لندن ارایه (London Array)، بزرگ‌ترین نیروگاه بادی دریایی در جهان بود.
این نیروگاه بادی از دو بخش تشکیل شده است. بخش اول دارای ۷۵ توربین است که در شمال امیلند واقع شده است. دومین بخش هم مشتمل بر ۷۵ توربین است که از سمت شمال در فاصله ۵۵ کیلومتر از جزیره اسخیرمونیکوخ واقع شده است. ۱۵۰ عدد توربین بادی از مدل زیمنس اس‌دبلیوتی-۴٫۰ (Siemens SWT-4.0) بوده که ظرفیت هر یک برابر با ۴ مگاوات است.
شروع ساخت نیروگاه توسط کنسرسیومی به رهبری شرکت نورتلند پاور بود که پیمانکار اصلی آن شرکت ون آورد است. در ابتدا برآورد شده بود که این نیروگاه در سه‌ماهه آخر سال ۲۰۱۵ آماده شود ولی شروع ساخت آن تا سال ۲۰۱۵ به تعویق افتاد. در ماه فوریه ۲۰۱۶، با راه اندازی و در مدار قرار گرفتن اولین توربین، تولید برق شروع گردید. در اولین هفته از ماه دسامبر ۲۰۱۶، همه ۱۵۰ توربین شروع به تولید انرژی کردند و پروژه در مهٔ ۲۰۱۷ به‌طور کامل راه‌اندازی شده بود.
تخمین زده شده که کل هزینه ساخت پروژه بالغ بر ۲٫۸ بیلیون یورو استو مبلغی برابر با ۳٫۶ بیلیون یورو یارانه اختصاص داده خواهد شد.